# Лакюзон
Лакюзон (фр. Lacuzon), настоящее имя и фамилия Клод Прост (фр. Claude Prost; 17 июня 1607, Лонгшомуа, департамент Юра — 21 декабря 1681, Милан) — предводитель партизан Франш-Конте.
Получил первый боевой опыт при вторжении французов в Бургундию в 1636 году, совершая набеги на французские войска из крепостей Монтегю (Montaigu) и Сен-Лоран-ла-Рош, опустошая пограничные районы Бресс и Бюже (1640—1642).
Во время первого похода на Франш-Конте Людовика XIV в 1668 году Лакюзон не смог организовать эффективное сопротивление, но играл важную роль в отражении второго похода.
В 1673 году защищал Сален. После капитуляции города бежал в Италию, где умер в 1681 году. Как представитель независимости своей страны он стал героем народных преданий.